# Formação La Colônia
A Formação La Colônia(pt-BR) ou Formação La Colónia(pt-PT?) é uma formação da Argentina com estratos que remontam ao Cretáceo Superior. Foram encontrados fósseis de muitos mamíferos (como Argentodites coloniensis) e dinossauros (como Carnotaurus sastrei). No início, acreditava-se que datava do estágio faunístico Campaniano ou de um período anterior, porém estudos das formações subjacentes revelaram que, provavelmente, data do Maastrichtiano.